# Scandale des faux positifs
Le scandale des faux positifs est consécutif aux révélations, fin 2008, de meurtres de civils par des membres de l'armée nationale colombienne, dans le but de faire passer ceux-là pour des guérilleros morts au combat lors du conflit armé colombien. Ces assassinats avaient pour objectif d'améliorer les résultats des brigades de combat. Selon la terminologie du droit international, ces cas sont des exécutions extrajudiciaires, tandis que la terminologie légale colombienne les qualifie d'homicides sur personnes protégées. Bien que de telles pratiques aient déjà été dénoncées ou soupçonnées auparavant, le scandale n'a pris toute son ampleur que fin 2008, quand les cadavres de 19 jeunes qui avaient disparu de Soacha et de Ciudad Bolívar (banlieues de Bogota) sont apparus comme tués au combat par l'armée dans le département du Norte de Santander. D'autres cas ont ensuite été découverts dans les départements d'Antioquia, Boyacá, Huila, Valle del Cauca et Sucre.
Le scandale des faux positifs a entraîné la destitution de plusieurs officiers et sous-officiers de l'armée de terre. Le commandant en chef de l'armée de terre, le général Mario Montoya, a démissionné de son poste et a été nommé ambassadeur en République dominicaine,. Ces révélations ont remis en question certains procédés de la politique de « sécurité démocratique » mise en œuvre par le président Álvaro Uribe. En octobre 2009, le Parquet général de la Nation (fiscalía general de la nación) enquêtait sur 946 cas de possibles « faux positifs », et le bureau de l'inspecteur général (procuraduría general de la nación) sur 1 043 cas. Toutefois, malgré l'ampleur de l'émotion suscitée par ces affaires, en février 2010, plus de 40 militaires mis en examen avaient déjà été libérés à la suite de l'extinction des poursuites pour délais excessifs et l'impunité recouvrait encore 98,5 % des cas.
Le retrait du pouvoir d'Álvaro Uribe semble néanmoins favoriser le travail de la justice et ouvre la voie à la condamnation de certains des militaires qui se livraient à ces assassinats. En effet, alors que l'impunité prévalait largement sous sa présidence, les enquêtes judiciaires se multiplient dans les années qui suivent son départ et concernent en 2015 plus de 2 000 personnes, dont 22 généraux. Pour la justice, ces assassinats ont fait un minimum de 4 200 morts. En 2018, un ancien colonel de police fait état de 10 000 exécutions de civils.

## Les disparus de Soacha et Ciudad Bolívar
C'est la disparition de 19 jeunes de la commune de Soacha, voisine de Bogota, et de la localité de Ciudad Bolívar, au sud-ouest de la capitale, qui a déclenché le scandale. Les jeunes ont été retrouvés morts dans le département du Nord de Santander et présentés par l'armée comme des guérilleros morts au combat. Certains d'entre eux sont morts seulement 24 heures après leur disparition, et d'autres deux ou trois jours plus tard. Une officielle de la mairie de Bogotá, Clara López Obregón, a évoqué l'hypothèse d'une « disparition forcée aux fins d'homicide », remarquant qu'il n'était pas logique que les jeunes aient été envoyés au combat le lendemain même de leur recrutement. Le général Conrado, commandant de la 30e brigade de l'armée de terre, a rejeté cette possibilité et affirmé que ces personnes avaient été recrutées par la guérilla et étaient tombées au cours d'un affrontement avec l'armée.

Le sénateur de gauche Gustavo Petro a accusé le gouvernement d'être responsable des « faux positifs », pour avoir signé la « résolution 029 », qui offrait 3 800 000 pesos pour chaque guérillero ou paramilitaire mort, ce qui s'est avéré une incitation à tuer de manière indiscriminée, affirmant également que l'armée et les paramilitaires avaient souvent agi de façon conjointe pour assassiner des civils.

## Cas plus anciens
Le 7 janvier 2009, un document déclassifié de la CIA publié par la National Security Archive a révélé que les liens entre militaires et paramilitaires étaient connus du gouvernement des États-Unis depuis 1994, et que les « faux positifs » sont une pratique courante au sein de l'armée.
En 2007, des faits d'assassinats de civils commis à San José de Apartadó (Apartadó, Antioquia) sont rendus publics. Au cours d'un massacre commis en février 2005, plusieurs civils ont été assassinés dont trois enfants, égorgés et écartelés au cours d'une opération conjointe de l'armée et des paramilitaires. Ce massacre était une opération de représailles à la suite de la mort d'un officier et de 18 soldats dans une embuscade tendue par les FARC à Mutatá (Antioquia). Après le massacre de San José de Apartadó, une campagne a été menée pour tenter de faire porter aux FARC la responsabilité du massacre, par la diffusion de faux témoignages dans les médias. Le commandant des forces armées Carlos Alberto Ospina a nié la participation de l'armée dans les faits. En dépit de ces efforts, fin 2007, sur la base de témoignages d'anciens paramilitaires impliqués dans le massacre, le commandant militaire de l'opération, capitaine Armando Gordillo, a été capturé et a avoué les faits. Dix autres militaires ont été jugés pour ces faits.

## Déclarations de l'ONU
Philip Alston, rapporteur à l'ONU sur la question des exécutions arbitraires, remet dans en mai 2010 un rapport sur la question à la suite de sa visite en Colombie en juin 2009. Ce rapport dénonce l'impunité qui entoure 98,5 % des cas. Selon ce rapport, « Mes recherches ont abouti à la conclusion que des membres des forces de sécurité colombiennes ont perpétré un nombre significatif d'exécutions extrajudiciaires selon une méthode qui a été suivie dans tout le pays […] Bien que ces assassinats n'aient pas été une composante de la politique officielle, j'ai trouvé de nombreuses unités militaires impliquées dans ce que l'on appelle les « faux positifs », auquel cas les victimes étaient assassinées par des militaires, bien souvent en vue d'obtenir un bénéfice personnel, qu'il soit matériel ou financier […] Généralement, les victimes ont été attirées par un recruteur au moyen de promesses mensongères vers des zones reculées où elles étaient assassinées par des soldats, qui informaient par la suite qu'elles avaient été tuées au combat, et maquillaient la scène du crime ».

## Développement ultérieur
Dans un rapport publié en juin 2015, Human Rights Watch affirme que de nombreux officiers supérieurs de l'armée colombienne auraient non seulement couvert, mais aussi possiblement « ordonnés ou activement favorisés des exécutions généralisés et systématiques de civils » entre 2002 et 2008. Dans son rapport, l'ONG incrimine nommément :
- Le général Mario Montoya (es), commandant-en-chef de l'armée de terre de 2006 à 2008. Soupçonné de 44 exécutions extrajudiciaires.
- Le général Óscar González Peña, commandant-en-chef de l'armée de terre de 2008 à 2010. Soupçonné de 113 exécutions extrajudiciaires.
- Le général Jaime Lasprilla Villamizar, commandant-en-chef de l'armée de terre au moment de la publication du rapport. Soupçonné de 48 exécutions extrajudiciaires.
- Le général Juan Pablo Rodríguez Barragán (es), commandant-en-chef des forces armées, fonction la plus importante de l'armée colombienne. Soupçonné de 28 exécutions extrajudiciaires.
Le rapport fait également état d'actes de harcèlements, de viols de proches et d’assassinats contre des militaires qui ont contribué, ou pourraient être amenés à contribuer, à des enquêtes sur les assassinats de civils perpétrés par l’armée. Le rapport se heurte dans un premier temps au président Juan Manuel Santos, ministre de la Défense lorsque les faits se sont produits, qui réitère sa confiance aux généraux incriminés et rejette les accusations de l'ONG. Il décide toutefois de limoger certains de ses généraux en juillet.
En décembre 2018, le New York Times révèle que le général Nicacio Martínez, commandant en chef de l'armée, a ordonné à ses troupes de doubler le nombre de « captures » et d’ « éliminations de criminels », rappelant la pratique des « faux positifs ».